# 岡山ふれあいセンター
岡山ふれあいセンター（おかやまふれあいせんた－）は、岡山県岡山市中区桑野にある岡山市ふれあい公社が運営する高齢者福祉、生涯学習、保健福祉を目的とした公的施設。岡山市中区内（概ね旭川以東、西大寺以西の地域）の住民へのサービスを提供している。同施設内に、岡山市保健所の出先機関である中区保健センターや、中区役所の出先機関である市民サービスコーナーが入っている。

## 概要
- 岡山市ふれあい公社とは岡山市の福祉関連の外郭団体。ホームヘルパーなど、岡山市ふれあい公社が行っている「介護」「援助」サービスとは違い、公的施設の運営をしている。同じ岡山市の外郭団体である岡山市社会福祉協議会と2009年6月1日から業務提携をスタートさせた。臨時職員を常時募集している。岡山市ふれあい公社は公益財団法人であり社会福祉法人、共同募金会いずれにも相当しない。

## 所在
- 〒702-8002 岡山県岡山市中区桑野715-2

## 周辺
- ヤンマーアグリ
- 岡山電気軌道桑野営業所
- トマト&オニオン江崎店
- 岡山県道45号岡山玉野線
- エスポアール・クワノ

## 交通アクセス
- 岡山駅・天満屋方面から岡電バス「ふれあいセンター行き」または「桑野営業所行き」に乗車。

## 関連施設
- 西大寺ふれあいセンター
- 北ふれあいセンター
- 西ふれあいセンター
- 南ふれあいセンター